# Aubria masako
Aubria masako és una espècie de granota que viu al Camerun, República Centreafricana, República del Congo, República Democràtica del Congo, Gabon i, possiblement també, a Angola i Guinea Equatorial.